# 婚禮場地

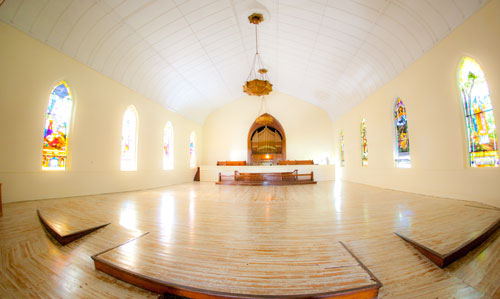
紐約Rondout區的結婚禮堂

婚禮場地，或稱結婚禮堂，是可供舉行婚禮用的禮堂。一般指法院、宗教場所（教堂、寺廟等）以外的地方，

## 概要
婚禮場地一般只有特定人士，例如牧師或是有執照可以主持婚禮儀式的人，才能在結婚禮堂中主持婚禮。也有把一些宴會場地如酒店宴會廳、酒樓等作為婚禮場地。一些主題公園也設有婚禮場地。
在中國，最遲於清初已有專門出租給新人用作舉行婚禮的禮堂，稱為嫁娶屋，見於廣東佛山。由於佛山人婚禮注重排場，但一些人家中地方淺窄，不便進行大規模的婚禮。當時一戶姓楊的富家就出租自己的宅院給新人進行婚禮。後來宅院易手，變成專門供人舉行婚禮的場地，即現在的文會里嫁娶屋。自楊氏出租大宅作嫁娶後，佛山也出現其他嫁娶屋，有不同等級之分，全盛時期有分布有九处，曾形成“婚嫁一条街”。現時清代嫁娶屋建築群僅餘文会里和長生樹两组。

## 拉斯維加斯
拉斯維加斯以其大量的結婚禮堂著稱，而且內華達州申請結婚執照不需要結婚等待期。其中一些結婚禮堂的特色是貓王模仿者。像Graceland Wedding Chapel和The Elvis Chapel都有貓王婚禮。

## 要求
各地的婚禮場地會依所在國家的不同，需要在該國法律下舉行儀式。美國的婚禮場地會要求新人有結婚執照以及身分識別文件。其他小的要求會依各州而不同。
世界各地的婚禮場地需依當地的法律主持婚禮。例如在美國，結婚禮堂一般會要求新人的結婚執照及年齡證明文件，未成年人結婚需要的文件則視各州而不同。